# 広州城足球倶楽部
広州城足球倶楽部（漢音読み：グゥァンヂョウ チォン ズーチィゥ ジュラブー（中国語: 广州城足球俱乐部）は、中華人民共和国の広東省広州市をホームタウンとしていたプロサッカークラブ。

## 概要
1986年創立。ホームタウンは広東省広州市である。ホームスタジアムは広東省広州市の越秀山体育場（収容人員は18,000人）。中国超級リーグにおいてのリーグタイトルはない。

## 歴史
1986年
瀋陽足球倶楽部（沈阳足球俱乐部）として発足。
1994年
瀋陽東北六薬足球倶楽部（沈阳东北六药足球俱乐部）に改名。
1995年
瀋陽華陽足球倶楽部（沈阳华阳足球俱乐部）に改名。
1996年
瀋陽海獅足球倶楽部（沈阳海狮足球俱乐部）に改名。
2001年
瀋陽金徳足球倶楽部（沈阳金德足球俱乐部）に改名。ホームスタジアムの瀋陽五里河体育場も、正式には「瀋陽五里河金徳体育場」と命名される。
2004年
超級リーグ開始当初より参加。
2007年
湖南省長沙に移転。長沙金徳足球倶楽部に改名。
2010年
2010年度リーグで最下位となり、甲級リーグへ降格。
2011年
2月にアメリカのスポーツ製品会社がスポンサーとなり深圳鳳凰足球倶楽部（深圳凤凰足球俱乐部）に改名し深圳に移転したが、6月に広州の不動産会社がスポンサーとなり、広州富力足球倶楽部（广州富力足球俱乐部）と再び改名し広州に移転することになった。中国甲級リーグで2位となり超級リーグに昇格。
2014年
17勝6分7敗67得点39失点の勝点57で3位。AFCチャンピオンズリーグ2015のプレーオフの出場権を獲得した。
2015年
コスミン・コントラが監督に就任。
呉坪楓が引退。ダヴィが上海上港、許博が石家荘、朱宝傑が貴州人和へ移籍した。
北京国安から于洋、梅県客家から叶楚貴、杭州緑城から汪嵩、ヘタフェCFからミチェル、上海申鑫から劉殿座、大連阿爾濱から金洋洋を獲得。
AFCチャンピオンズリーグの本戦をかけて予選2回戦から広州富力は出場した。2月10日、AFCチャンピオンズリーグ2015の予選2回戦ホームでシンガポールのウォリアーズFCと戦い3-0で勝利した。2月17日にはAFCチャンピオンズリーグ2015のプレーオフラウンドで本戦出場をかけてアウェイでオーストラリアのセントラルコースト・マリナーズFCと戦い3-1で勝利し、初の本戦出場を果たした。
AFCチャンピオンズリーグ2015でACL初出場すると予選でG大阪、城南、ブリーラムのグループFに入った。7月15日川崎フロンターレのブラジル人FWレナトを獲得することで合意したことをクラブ公式HP上で発表した。
7月22日成績不振によりコスミン・コントラを解任、アシスタントコーチのリュー・ビンを暫定監督に充てる。8月24日にクラブより後任監督として元名古屋グランパスエイト監督、セルビア人のドラガン・ストイコビッチが就任する旨発表。契約期間は2017年シーズン終了まで。リュー・ビンはそのままアシスタントコーチとしてクラブに残留。またストイコビッチの要望で名古屋グランパスエイト所属、喜熨斗勝史コーチを8月25日付けでコーチとして招聘した。
2016年
ドラガン・ストイコビッチ体制で低迷していた広州富力を6位まで浮上させたが、50失点のため好成績とは言えずにシーズンは終了した。
2017年
2017年は守備に力を入れ、15勝7分8敗の成績であり、失点46得点56で安定した成績を残した。2年で低迷していたクラブを上位まで上げたため来シーズンも期待されていた。
2021年
2021年シーズンからクラブ名を「広州城足球倶楽部」（Guangzhou City Football Club）へ改名した。
2023年
経営難により中国超級リーグから除外され、3月29日に活動停止が発表された。

## ダービーマッチ
同じ広州に本拠地を置く広州足球倶楽部との対戦は広州ダービーとなる。

## タイトル

### 表彰
中国サッカー協会
- 最優秀選手賞
  - 2017 -  エラン・ザハヴィ

超級リーグ
- 得点王
  - 2017 -  エラン・ザハヴィ
- ベストイレブン
  - 2014 -  ダヴィ
  - 2016 -  姜至鵬

## 過去の成績
| シーズン | リーグ     | 試 | 勝 | 分 | 敗 | 得 | 失 | 差  | 点 | 順位 | FAカップ     |
| -------- | ---------- | -- | -- | -- | -- | -- | -- | --- | -- | ---- | ------------ |
| 1998     | 超級リーグ | 26 | 7  | 10 | 9  | 19 | 28 | −9  | 31 | 10位 | 2回戦敗退    |
| 1999     | 超級リーグ | 26 | 5  | 13 | 8  | 28 | 32 | −4  | 28 | 11位 | 1回戦敗退    |
| 2000     | 超級リーグ | 26 | 8  | 10 | 8  | 35 | 32 | +3  | 34 | 7位  | 準々決勝敗退 |
| 2001     | 超級リーグ | 26 | 2  | 1  | 23 | 23 | 69 | −46 | 7  | 14位 | 2回戦敗退    |
| 2002     | 超級リーグ | 28 | 8  | 10 | 10 | 34 | 34 | 0   | 34 | 11位 | 1回戦敗退    |
| 2003     | 超級リーグ | 28 | 11 | 10 | 7  | 35 | 31 | +4  | 43 | 5位  | 準決勝敗退   |
| 2004     | 超級リーグ | 22 | 7  | 5  | 10 | 23 | 29 | −6  | 26 | 8位  | 4回戦敗退    |
| 2005     | 超級リーグ | 26 | 4  | 7  | 15 | 19 | 43 | −24 | 18 | 13位 | 1回戦敗退    |
| 2006     | 超級リーグ | 28 | 6  | 8  | 14 | 22 | 43 | −21 | 26 | 13位 | 2回戦敗退    |
| 2007     | 超級リーグ | 28 | 8  | 10 | 10 | 17 | 24 | −7  | 34 | 10位 | -            |
| 2008     | 超級リーグ | 30 | 7  | 13 | 10 | 28 | 36 | −8  | 34 | 11位 | -            |
| 2009     | 超級リーグ | 30 | 6  | 15 | 9  | 23 | 31 | −8  | 33 | 14位 | -            |
| 2010     | 超級リーグ | 30 | 6  | 12 | 12 | 24 | 42 | −18 | 30 | 16位 | -            |
| 2011     | 甲級リーグ | 26 | 13 | 8  | 5  | 36 | 27 | +9  | 47 | 2位  | 2回戦敗退    |
| 2012     | 超級リーグ | 30 | 13 | 3  | 14 | 47 | 49 | −2  | 42 | 7位  | 4回戦敗退    |
| 2013     | 超級リーグ | 30 | 11 | 7  | 12 | 45 | 47 | −2  | 40 | 6位  | 4回戦敗退    |
| 2014     | 超級リーグ | 30 | 17 | 6  | 7  | 67 | 39 | +28 | 57 | 3位  | 4回戦敗退    |
| 2015     | 超級リーグ | 30 | 8  | 7  | 15 | 35 | 41 | −6  | 31 | 14位 | 4回戦敗退    |
| 2016     | 超級リーグ | 30 | 11 | 7  | 12 | 47 | 50 | −3  | 40 | 6位  | 準決勝敗退   |
| 2017     | 超級リーグ | 30 | 15 | 7  | 8  | 59 | 46 | +13 | 52 | 5位  | 準々決勝敗退 |
| 2018     | 超級リーグ | 30 | 10 | 6  | 14 | 49 | 61 | -12 | 36 | 10位 | 準決勝敗退   |
| 2019     | 超級リーグ | 30 | 9  | 5  | 16 | 54 | 72 | −18 | 32 | 12位 | 4回戦敗退    |
| 2020     | 超級リーグ | 20 |    |    |    |    |    |     |    | 11位 |              |

- 2020シーズンは新型コロナウイルス感染拡大の影響により、8チームずつ2つのグループに分かれて予選を行い、各グループ上位4チーム計8チームが優勝を争う決勝トーナメントに、下位4チーム計8チームが降格を争う残留プレーオフに進む形で開催された。

## 所属メンバー
2019年3月2日現在
注：選手の国籍表記はFIFAの定めた代表資格ルールに基づく。
| No. | Pos. |                | 選手名                 |
| --- | ---- | -------------- | ---------------------- |
| 1   | GK   | 中華人民共和国 | 程月磊                 |
| 2   | DF   | 中華人民共和国 | 鄒正                   |
| 3   | DF   | セルビア       | ドゥシュコ・トシッチ ※ |
| 4   | FW   | 中華人民共和国 | 張功                   |
| 6   | FW   | 中華人民共和国 | 范雲龍                 |
| 8   | FW   | ベルギー       | ムサ・デンベレ ※       |
| 9   | FW   | 中華人民共和国 | 桂宏                   |
| 10  | FW   | イスラエル     | ディア・サバ ※         |
| 11  | DF   | 中華人民共和国 | 丁海峰                 |
| 13  | FW   | 中華人民共和国 | 叶楚貴                 |
| 17  | MF   | 中華人民共和国 | 張晨龍                 |
| 18  | DF   | 中華人民共和国 | 弋騰                   |
| 19  | DF   | 中華人民共和国 | 姜積弘                 |
| 20  | DF   | 中華人民共和国 | 唐淼                   |
| 22  | GK   | 中華人民共和国 | 韓佳奇                 |

| No. | Pos. |                | 選手名 |
| --- | ---- | -------------- | ------ |
| 23  | MF   | 中華人民共和国 | 盧琳   |
| 25  | GK   | 中華人民共和国 | 韓鋒   |
| 26  | MF   | 中華人民共和国 | 馬俊亮 |
| 27  | DF   | 中華人民共和国 | 晋鵬翔 |
| 29  | FW   | 中華人民共和国 | 肖智   |
| 30  | FW   | 中華人民共和国 | 王鵬   |
| 31  | DF   | 中華人民共和国 | 王嘉楠 |
| 32  | MF   | 中華人民共和国 | 陳志釗 |
| 33  | FW   | 中華人民共和国 | 金波   |
| 34  | DF   | 中華人民共和国 | 鄭智銘 |
| 35  | MF   | 中華人民共和国 | 李提香 |
| 36  | DF   | 中華人民共和国 | 黄政宇 |
| 37  | MF   | 中華人民共和国 | 黎宇揚 |
| 39  | FW   | 中華人民共和国 | 趙柯達 |
| 40  | DF   | 中華人民共和国 | 陳偉銘 |

※星印は外国人選手を示す。

## 歴代監督
- セルヒ・モロゾフ 1994
- アデマール・ブラガ 1999
- ヴァレリー・ニポムニシ 2000
- ヘンリク・カスペルチャク 2000-2001
- アラン・ローリエ 2001
- トニ 2002-2003
- ドラゴスラフ・ステパノビッチ 2003
- ボブ・ホートン 2005-2006
- マーティン・コープマン 2006
- ミラノ・シバディノビッチ 2007
- 朱波 2008-2009
- ミオドラグ・イェシッチ 2010
- セルジオ・ファリアス 2012-2013
- スヴェン＝ゴラン・エリクソン 2013-2014
- コスミン・コントラ 2015
- ドラガン・ストイコビッチ 2015-2020
- ジョバンニ・ファン・ブロンクホルスト 2020
- ジャン＝ポール・ファン・ハステル 2021-2022

## 歴代所属選手
- 李春郁 2004-2009
- サンドロ 2008, 2010
- 金殷中 2009
- アリソン 2011
- マーロン・ヘアウッド 2011
- アレクサンダー・ジヴコヴィッチ 2011
- ヤクブ・アイェグベニ 2012-2013
- エディ・ボスナー 2013